# Die Hölle am gelben Fluß
Die Hölle am gelben Fluß ist ein italienisch-französischer Kriegsfilm aus dem Jahr 1960, der unter der Regie von Renzo Merusi entstanden ist. Die Hauptrollen des Filmdramas spielten Anita Ekberg und Georges Marchal. Das Drehbuch basiert auf einer Geschichte von Pier Maria Frassinetti. Die Weltpremiere fand am 25. März 1960 in Italien statt, in Deutschland kam der Film am 22. September 1960 in die Kinos.

## Handlung
Der Film spielt in China im Jahr 1949 nach dem Japanisch-Chinesischen Krieg. Rebellen lehnen sich gegen die Regierungstruppen unter Chiang Kai-shek auf, das Land ist zerrissen und weit entfernt von Frieden und Stabilität. Die Rebellen beabsichtigen, einen Staudamm am Gelben Fluss zu sprengen. Durch einen Verräter gelangt der Plan über Umwege in die Hände des gestrauchelten, dem Suff verfallenen US-Reporters John Bell. Der wittert seine Chance auf eine große Story und versucht mit der Eisenbahn rechtzeitig zum Ort des Geschehens zu gelangen.
In dem überfüllten Flüchtlingszug lernt er die Ärztin Dorothy Simmons kennen. Unterwegs sind die Passagiere gezwungen in einer Pagode Zuflucht suchen. Die Rebellen Wang und Anak sind dem Reporter jedoch auf der Spur, um den Mitwisser aus dem Weg zu räumen. Ein Attentat in der Pagode scheitert. Wang gibt sich ihm als Drahtzieher der geplanten Sprengung zu erkennen und bietet ihm sicheres Geleit zum Staudamm. Zugleich droht er Dorothy umzubringen, sollte Bell ihn verraten.
Um Dorothy zu schützen, geht er zum Schein darauf ein. Als die Pagode wenig später angegriffen wird, gesteht Bell der Ärztin seine Liebe ein. Wegen ihres Einflusses hat Bell beschlossen ein besserer Mensch zu werden. Mit einem Fahrzeug bricht er auf zum Staudamm – diesmal jedoch nicht um reißerische Fotos zu machen, sondern um den verheerenden Plan zu vereiteln. Todesmutig verwickelt er Wang in einen Kampf, verhindern kann er die bevorstehende Katastrophe jedoch nicht mehr.

## Kritiken
„Die Italo-Kopie klassischer Hollywood-Abenteuer.“

„Eine reichlich verlogene Geschichte, die nur auf Schaueffekte abzielt.“